# Pop Airplay
Mainstream Top 40 (Pop Songs, или Pop Songs Airplay Chart, или Pop Airplay) — один из основных хит-парадов Billboard, включающий 40 самых популярных песен в стиле поп, основанный на данных о ротации песен на радио. Чарт основан в 1992 году. Данные подсчитаны службой Nielsen Broadcast Data Systems (Nielsen BDS), основаны на предпочтениях аудитории. В 2018 году для составления чарта учитывались данные около 168 мейнстримовых радиостанций.

## История
Чарт впервые появился на страницах крупнейшего музыкального журнала Billboard Magazine (США) в издании от 3 октября 1992 года. По заказу журнала мониторингом данных занималась известная служба Broadcast Data Systems (BDS). Эта фирма применяла новую для тех времён и наиболее точную электронную мониторинговую систему подсчёта популярности, подсчитывая нахождения в радиоэфире самых популярных за неделю песен разных жанров. Этот чарт стал одним из трёх главных компонентов основного американского хит-парад Hot 100 (наряду с продажами синглов и интернет-стримингом). Фактически, чарт Mainstream Top 40 унаследовал успешную формулу калькуляции популярных музыкальных хитов, ранее развитую радиопередачами такими как American Top 40 и его ведущего Casey Kasem. Песни оцениваются по популярности на ведущих радиостанциях. Затем все треки, которые находятся ниже № 15 в чарте и провели более 20 недель в хит-параде в сумме постепенно удаляются (временно включаются в рекуррентный чарт, recurrent chart). Это правило позволяет сохранять список песен более актуальным и близким к запросам слушателей.
С октября 1992 года по май 1995 года чарт публиковался в журнале Billboard под названием Top 40/Mainstream, после чего публикация перешла эксклюзивно в журнал Airplay Monitor (Billboard Radio Monitor). Чарт вернулся в основное печатное издание Billboard 2 августа 2003 года.

## Рекорды исполнителей

### Исполнители по числу хитов № 1
- 13 — Тейлор Свифт
- 11 — Рианна, Кэти Перри, Maroon 5, Бруно Марс
- 10 — Джастин Бибер, Ариана Гранде
- 9 — Пинк
- 8 — Джастин Тимберлейк, Lady Gaga, Doja Cat
- 7 — Бейонсе
- 6 — Бритни Спирс, Мэрайя Кэри

Источники:.

### Исполнители по суммарному числу недель на первом месте
- Кэти Перри (47)
- Мэрайя Кэри (45)
- Тейлор Свифт (43)
- Maroon 5 (39)
- Джастин Бибер (38)
- Пинк, Рианна (32)
- Бруно Марс, Ариана Гранде (30)
- Ace of Base (29)
- Джастин Тимберлейк (26)
- Кристина Агилера (25)
- Boyz II Men, Nelly, Бейонсе (23)

Источники:

## Рекорды песен

### Песни по числу недель на первом месте
| Число недель | Исполнитель                          | Песня                       | Год     | Ссылка |
| ------------ | ------------------------------------ | --------------------------- | ------- | ------ |
| 14           | Ace of Base                          | «The Sign»                  | 1994    | [ 15 ] |
| 11           | Мэрайя Кэри и Boyz II Men            | «One Sweet Day»             | 1995-96 | [ 15 ] |
| 11           | Donna Lewis                          | «I Love You Always Forever» | 1996    | [ 15 ] |
| 11           | Натали Имбрулья                      | «Torn»                      | 1998    | [ 15 ] |
| 11           | Nelly при участии Tim McGraw         | «Over and Over»             | 2004-05 | [ 15 ] |
| 11           | The Chainsmokers при участии Холзи   | «Closer»                    | 2016    | [ 15 ] |
| 10           | Dionne Farris                        | «I Know»                    | 1995    | [ 15 ] |
| 10           | No Doubt                             | «Don't Speak»               | 1996—97 | [ 15 ] |
| 10           | Селин Дион                           | «My Heart Will Go On»       | 1998    | [ 15 ] |
| 10           | 'N Sync                              | «Bye Bye Bye»               | 2000    | [ 15 ] |
| 10           | Nickelback                           | «How You Remind Me»         | 2001—02 | [ 15 ] |
| 10           | Мэрайя Кэри                          | «We Belong Together»        | 2005    | [ 15 ] |
| 10           | Робин Тик при участии T.I. и Фаррелл | «Blurred Lines»             | 2013    | [ 15 ] |
| 10           | Post Malone                          | «Circles»                   | 2019—20 | [ 15 ] |